# Jon A. Jackson
Pour les articles homonymes, voir Jackson.
Jon Anthony Jackson, né le 5 novembre 1938 à Royal Oak dans le Michigan, est un écrivain américain, auteur de roman policier.

## Biographie
De 1961 à 1965, il fait des études à l'université de Wayne State, mais les abandonne pour devenir charpentier de 1965 à 1976.
Il publie en 1977 son premier roman Tu t’entêtes ? (The Diehard) mettant en scène le sergent Mulheisen du service des homicides, surnommé sergent crochets à cause de sa dentition. Ce roman, sélectionné en mai 1977 par la Mystery Guild (en), est selon Claude Mesplède « une totale réussite, qu’il s'agisse de l'intrigue, du récit de la procédure policière mené à cent à l'heure ou des relations entre les personnages. L'auteur a réussi de façon magistrale à leur donner vie, loin des stéréotypes. ». Mulheisen est le héros d'une dizaine de romans du genre de la procédure policière.  L'action des romans se déroule dans la ville de Détroit. 
En 1989, il publie Go By Go « dédié aux travailleurs du monde », un roman noir historique retraçant l'histoire d'un jeune employé de l'agence Pinkerton, Goodwin Ryder, chargé en 1917 d'infiltrer le syndicat des mineurs de Butte. Après l'assassinat d'un responsable syndical, il démissionne. Plus de trente ans plus tard, on le retrouve comparaissant face au sénateur Joseph McCarthy durant le maccarthysme. Claude Mesplède et Jean-Jacques Schleret estiment que « L'analogie entre Goodwin Ryder et Dashiell Hammett est évidente. ».

## Œuvre

### Série Mulheisen
- The Diehard, 1977
  - Tu t’entêtes ?, Super noire no 108, 1978
- The Blind Pig, 1978
  - Au cochon aveugle, Série noire no 2306, 1992
- Grootka, 1990
  - Grootka, Série noire no 2408, 1996
- Hit on the House, 1992
  - Le Liquidateur, Série noire no 2454, 1997
- Deadman, 1994
- Dead Folks, 1996
- Man with an Axe, 1998
- La Donna Detroit, 2000
- Badger Games, 2002
- No Man's Dog, 2004

### Autre roman
- Go By Go, 1998
  - Go By Go, Série noire no 2614, 2001

### Nouvelles
- Sur le pont, dans le recueil Les Treize Morts d'Albert Ayler, Série noire no 2442, 1996
- The High Rollaway Club, 2006

## Sources
- Claude Mesplède (dir.), Dictionnaire des littératures policières, vol. 2 : J - Z, Nantes, Joseph K, coll. « Temps noir », 2007, 1086 p. (ISBN 978-2-910686-45-1, OCLC 315873361), p. 20-21.
- Claude Mesplède, Les années "Série noire" : bibliographie critique d'une collection policière, vol. 3 : 1966-1972, Amiens, Editions Encrage, coll. « Travaux / 22 », 1994 (ISBN 978-2-906389-53-3).
- Claude Mesplède, Les années "Série noire" bibliographie critique d'une collection policière, vol. 5 : 1982-1995, Amiens, Encrage, coll. « Travaux » (no 36), 2000.
- Claude Mesplède et Jean-Jacques Schleret, SN, voyage au bout de la Noire : inventaire de 732 auteurs et de leurs œuvres publiés en séries Noire et Blème : suivi d'une filmographie complète, Paris, Futuropolis, 1982, 476 p. (OCLC 11972030).
- Claude Mesplède  et   Jean-Jacques Schleret (Éd. rév. de: SN, voyage au bout de la Noire), Les auteurs de la Série noire, 1945-1995, Nantes, Joseph K, coll. « Temps noir », 1996, 627 p. (ISBN 978-2-910686-11-6, OCLC 300207570), p. 251-252.